# ویلیام ولینگتون گادفری
ویلیام ولینگتون گادفری (انگلیسی: William Wellington Godfrey; ۲ آوریل ۱۸۸۰ – ۱۸ مهٔ ۱۹۵۲) فرد نظامی اهل بریتانیا بود. وی همچنین برندهٔ جوایزی همچون نشان حمام شده‌است.